# Semana Santa en Calatayud
La Semana Santa de Calatayud es una fiesta de interés turístico regional que se celebra de forma anual durante la Semana Santa en la localidad de Calatayud, Aragón (España).

## Características

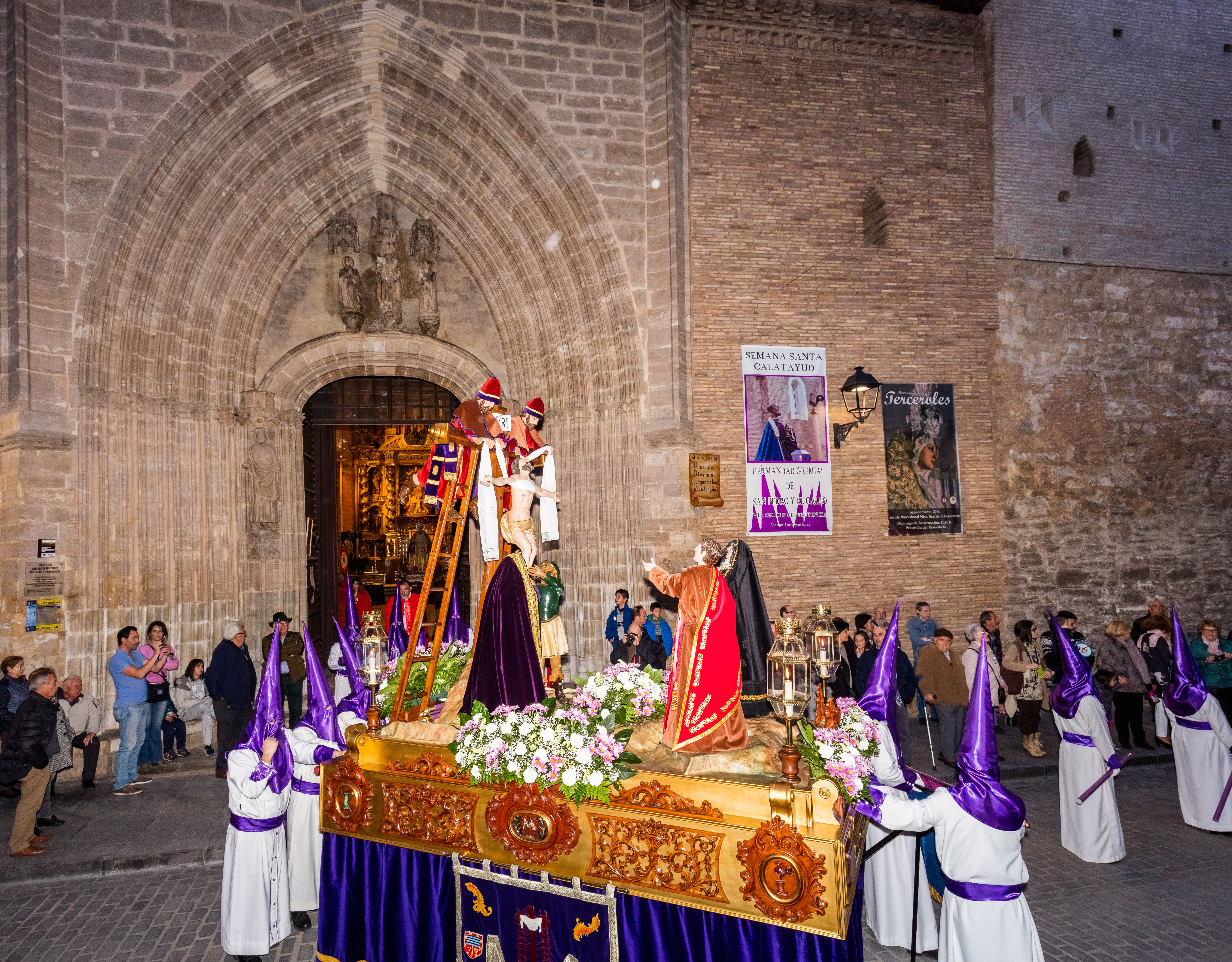
Procesión del Descendimiento de Nuestro Señor, Jueves Santo

La Semana Santa en la localidad cuenta con más de treinta actos en los que participan las 12 cofradías de la localidad, con un total de 3000 cofrades, así como 1500 tamborileros. La celebraciones se celebran desde hace más de medio milenio y cabe destacar tres eventos: La Procesión del Santo Encuentro en Martes Santo, en la que participan penitentes de las cofradías más antiguas de Calatayud, con sus pasos, así como las procesiones del Santo Entierro y de las Siete Palabras en Viernes Santo.
La Semana Santa de Calatayud data del siglo XV, lo que la convierten en una de las más antiguas y peculiares representaciones pasionales más originales de España. Esta catalogada como Fiesta de Interés Turístico Regional.

## Galería de imágenes

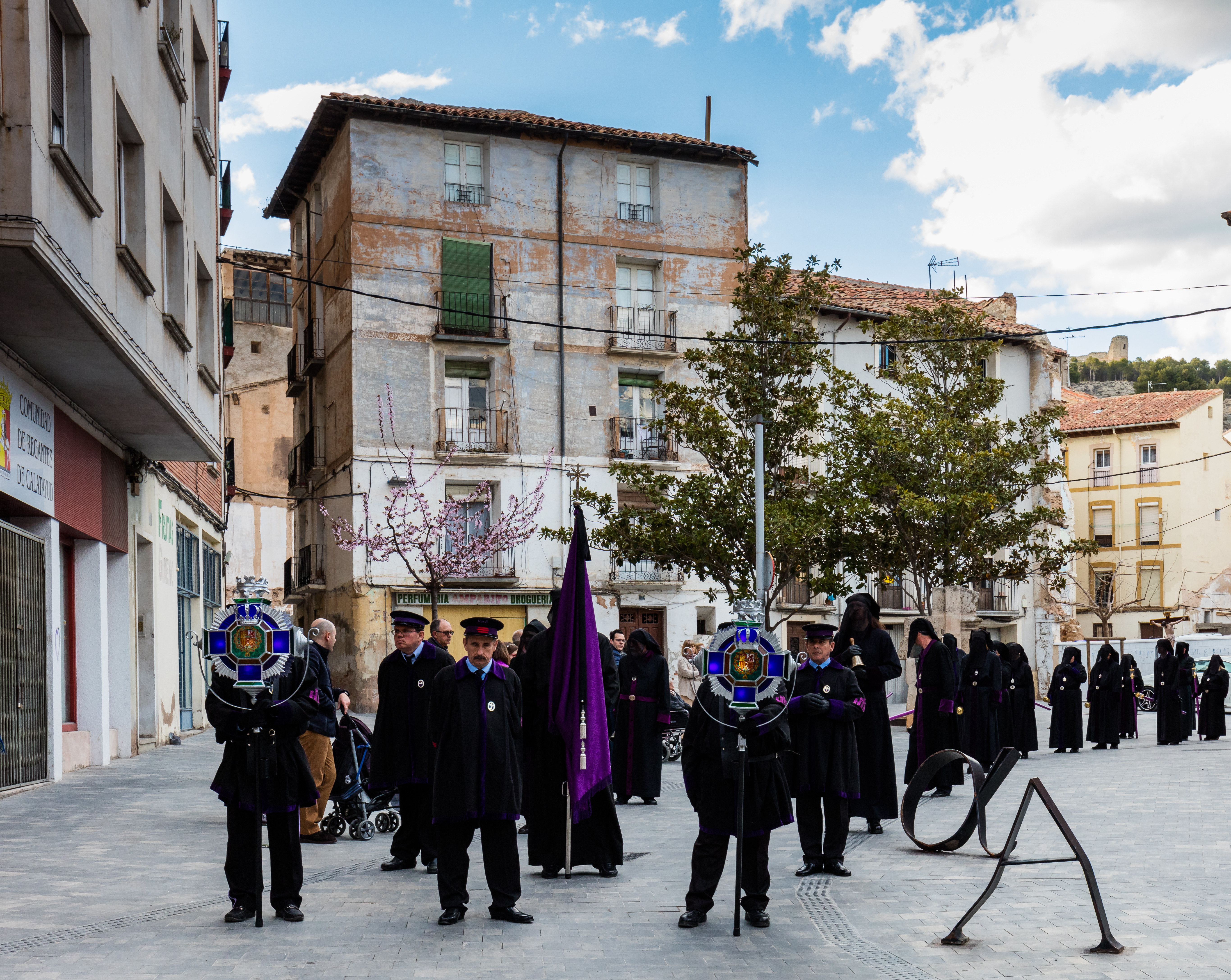
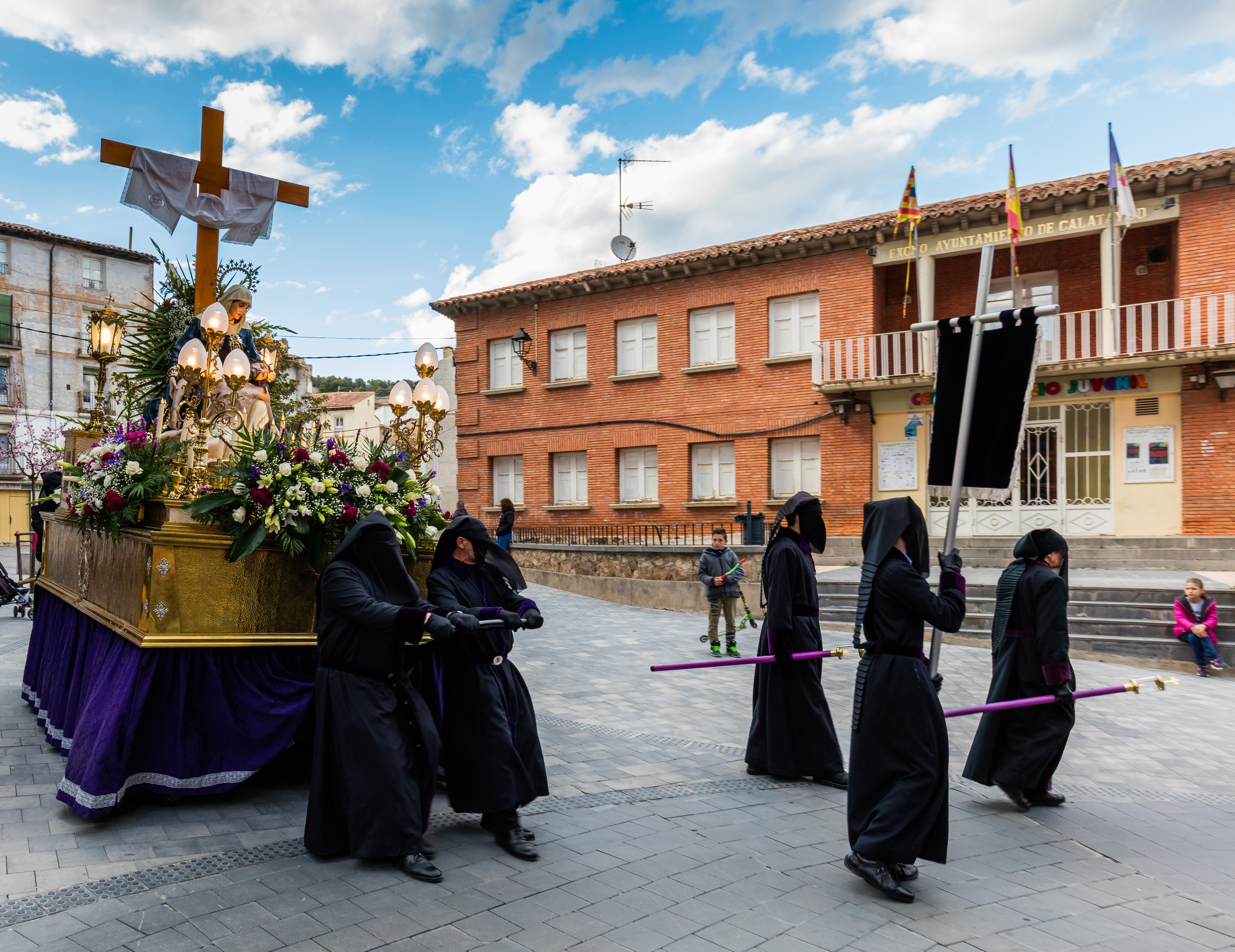

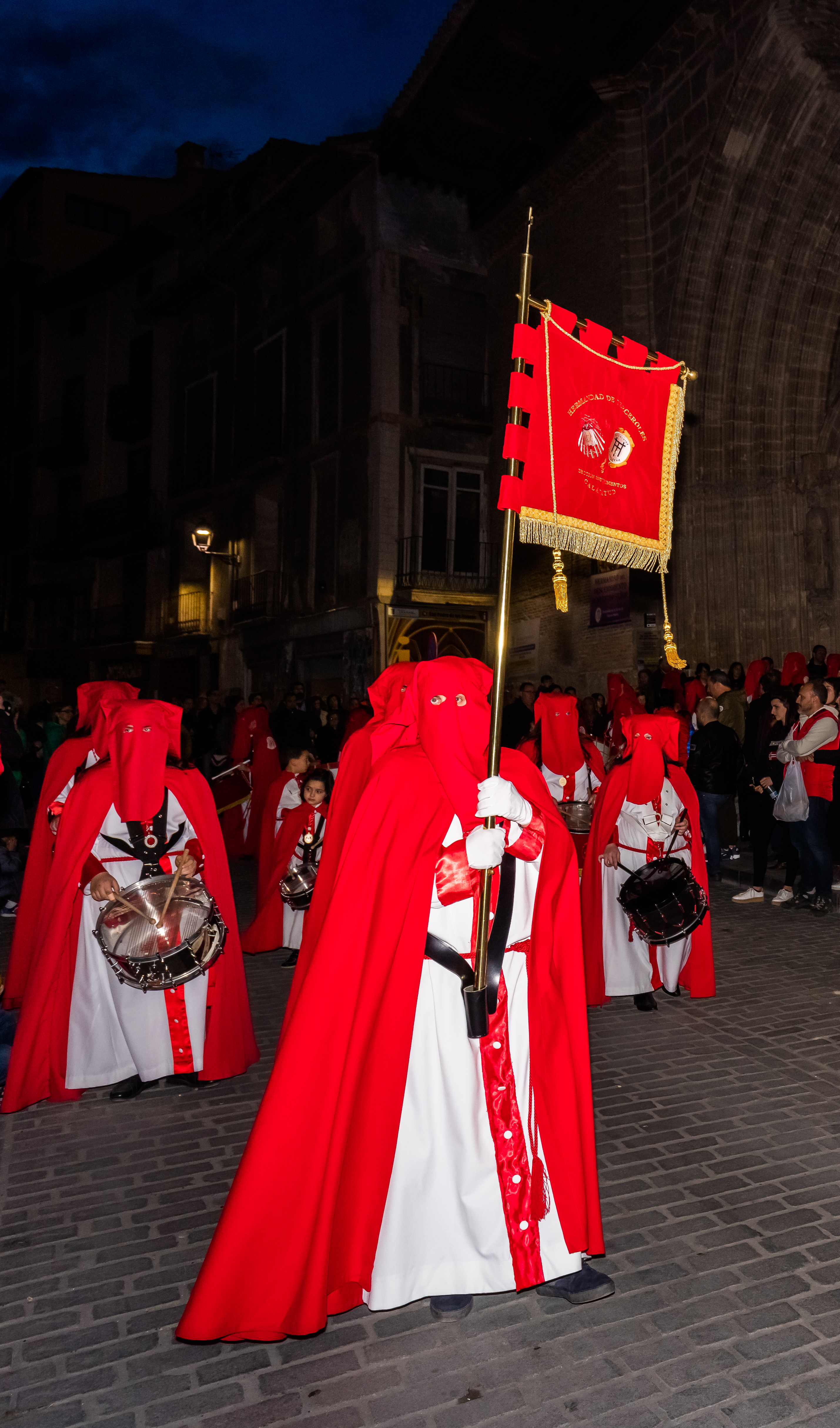
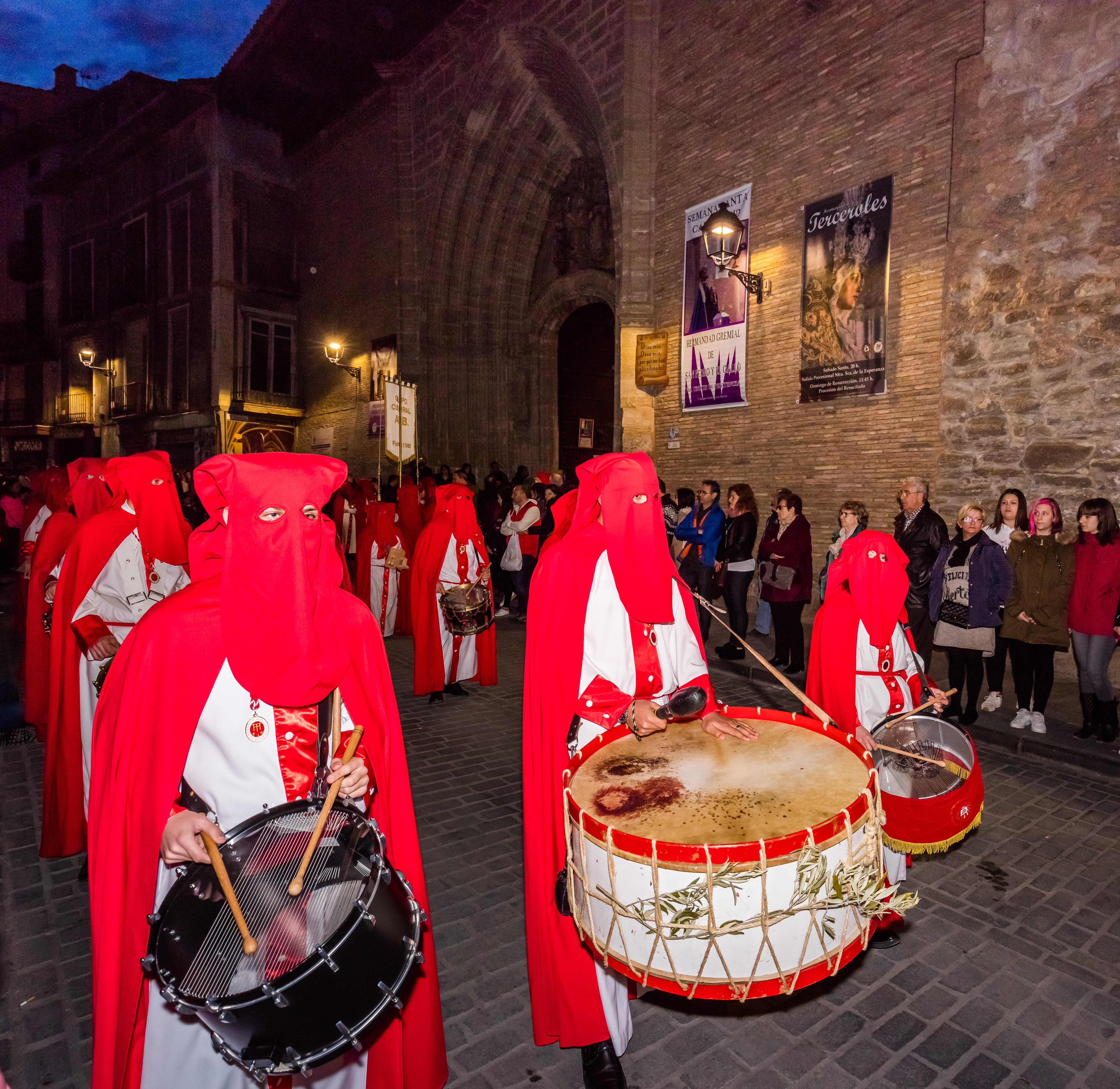
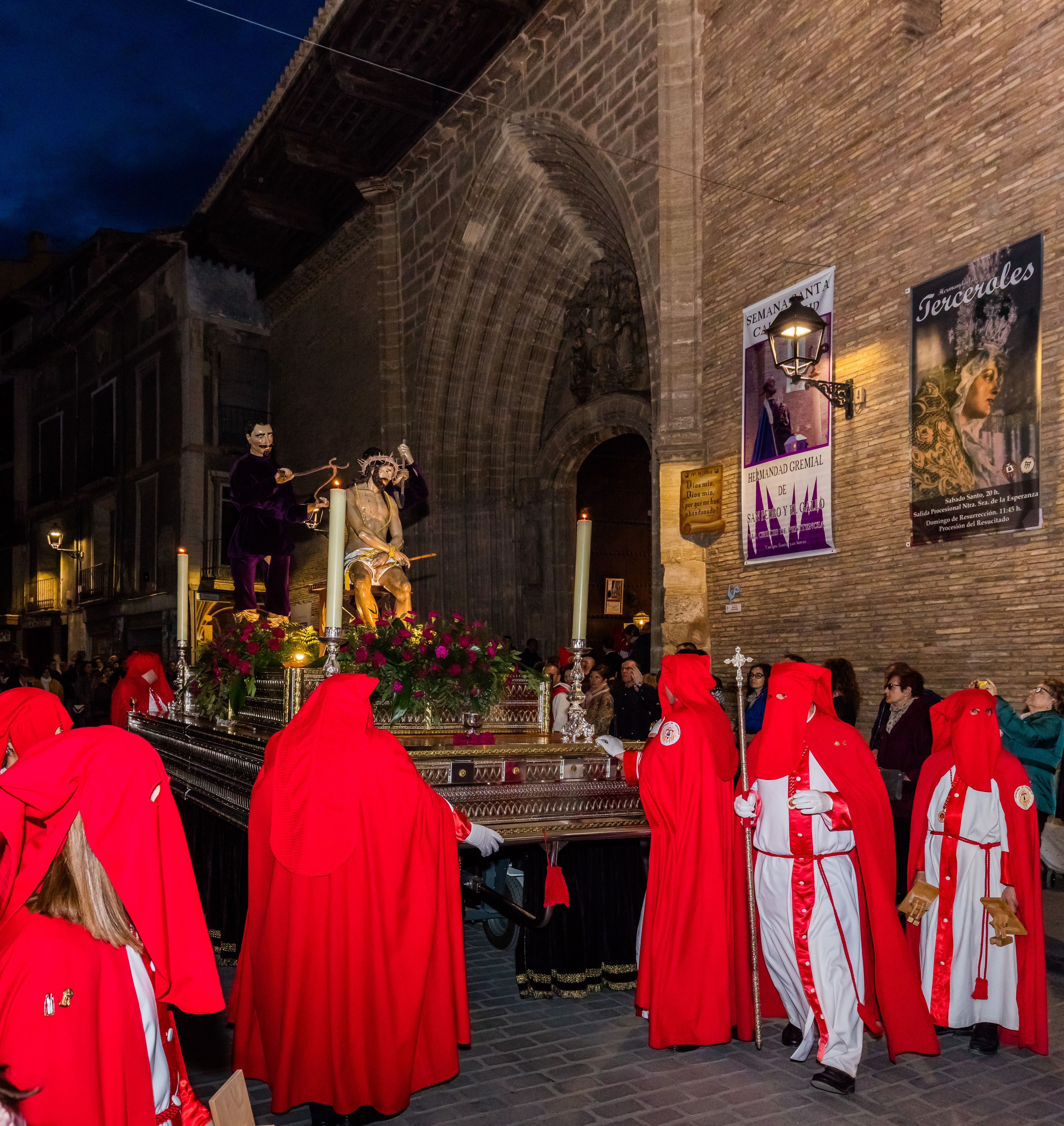

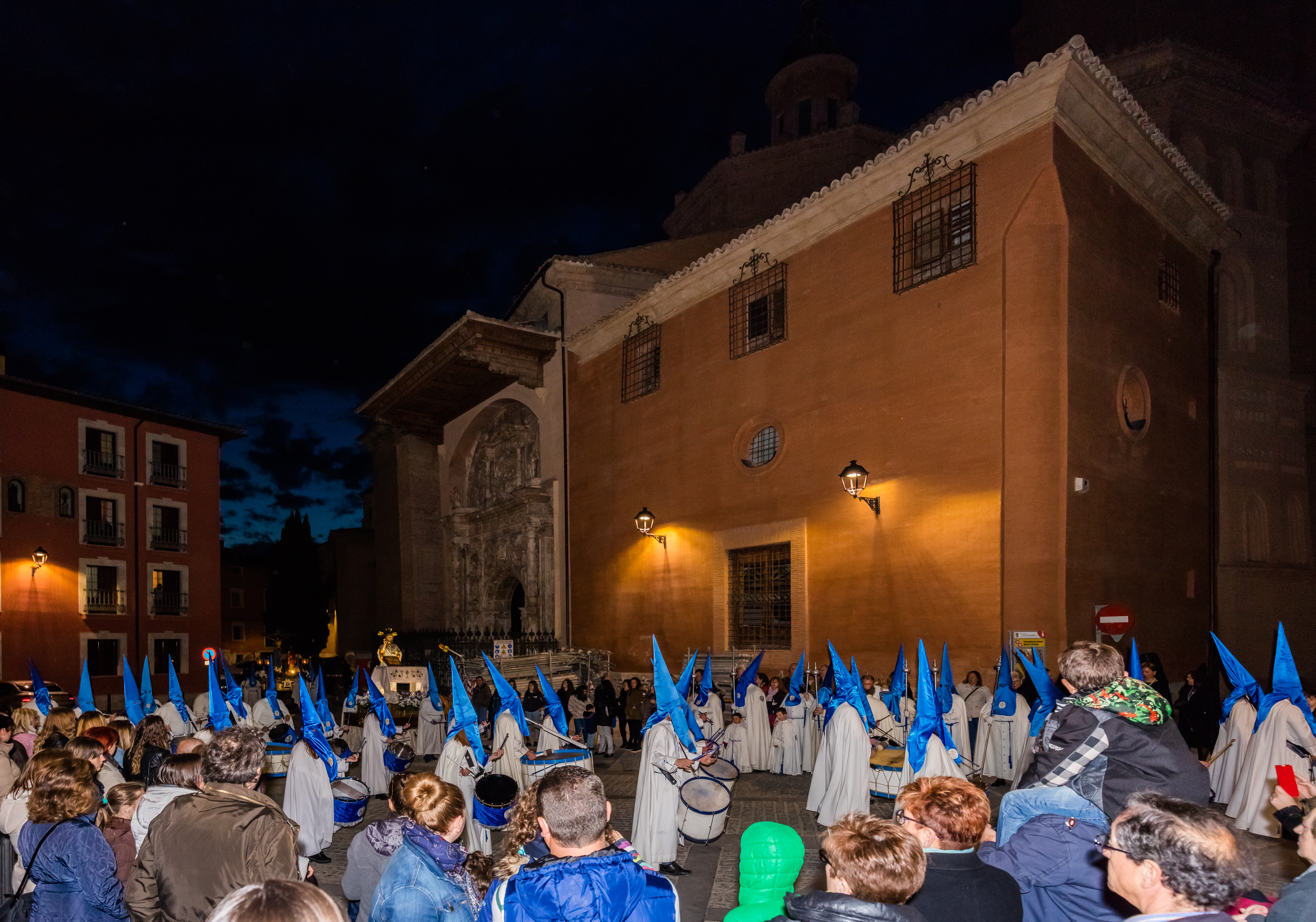
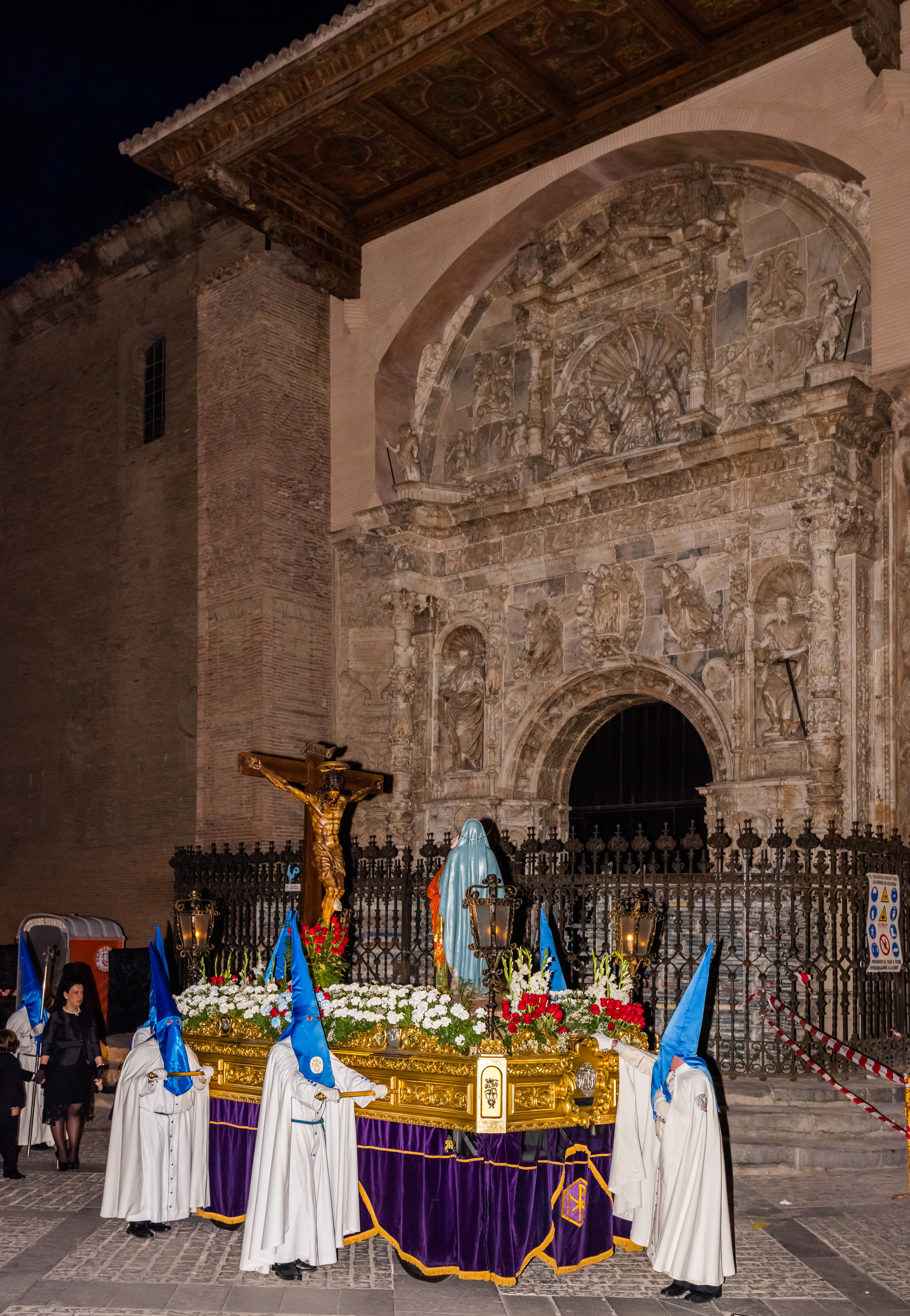
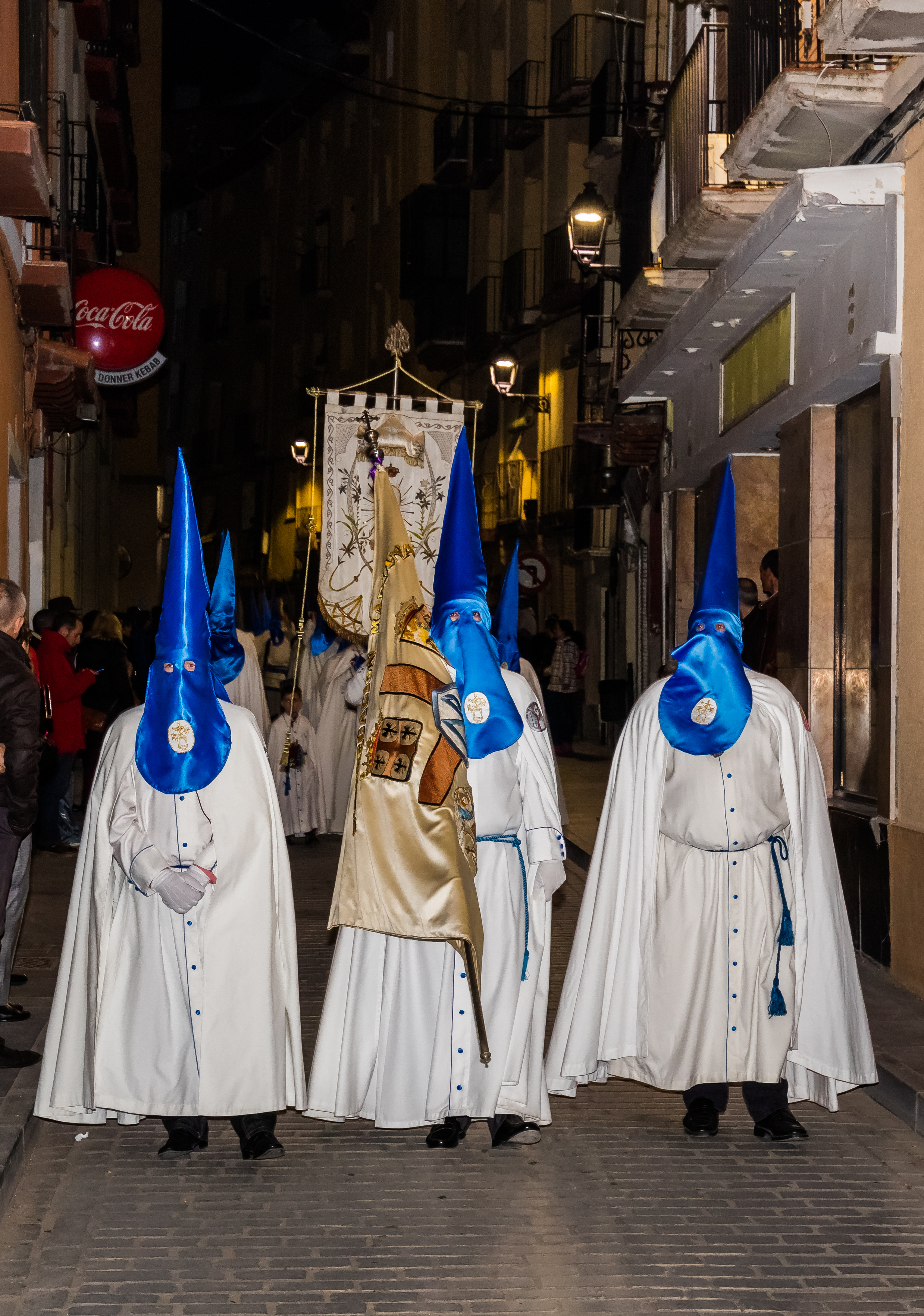

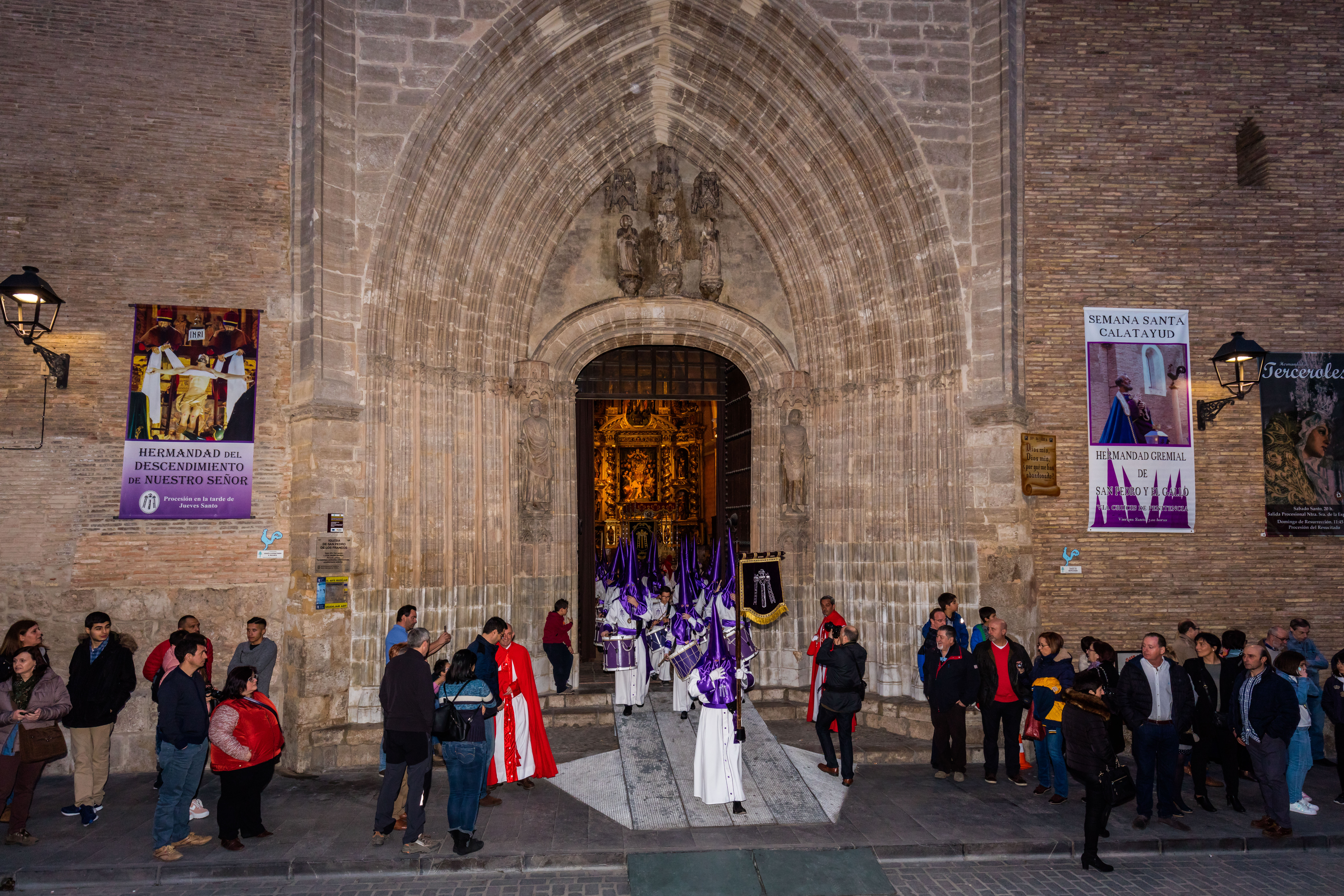
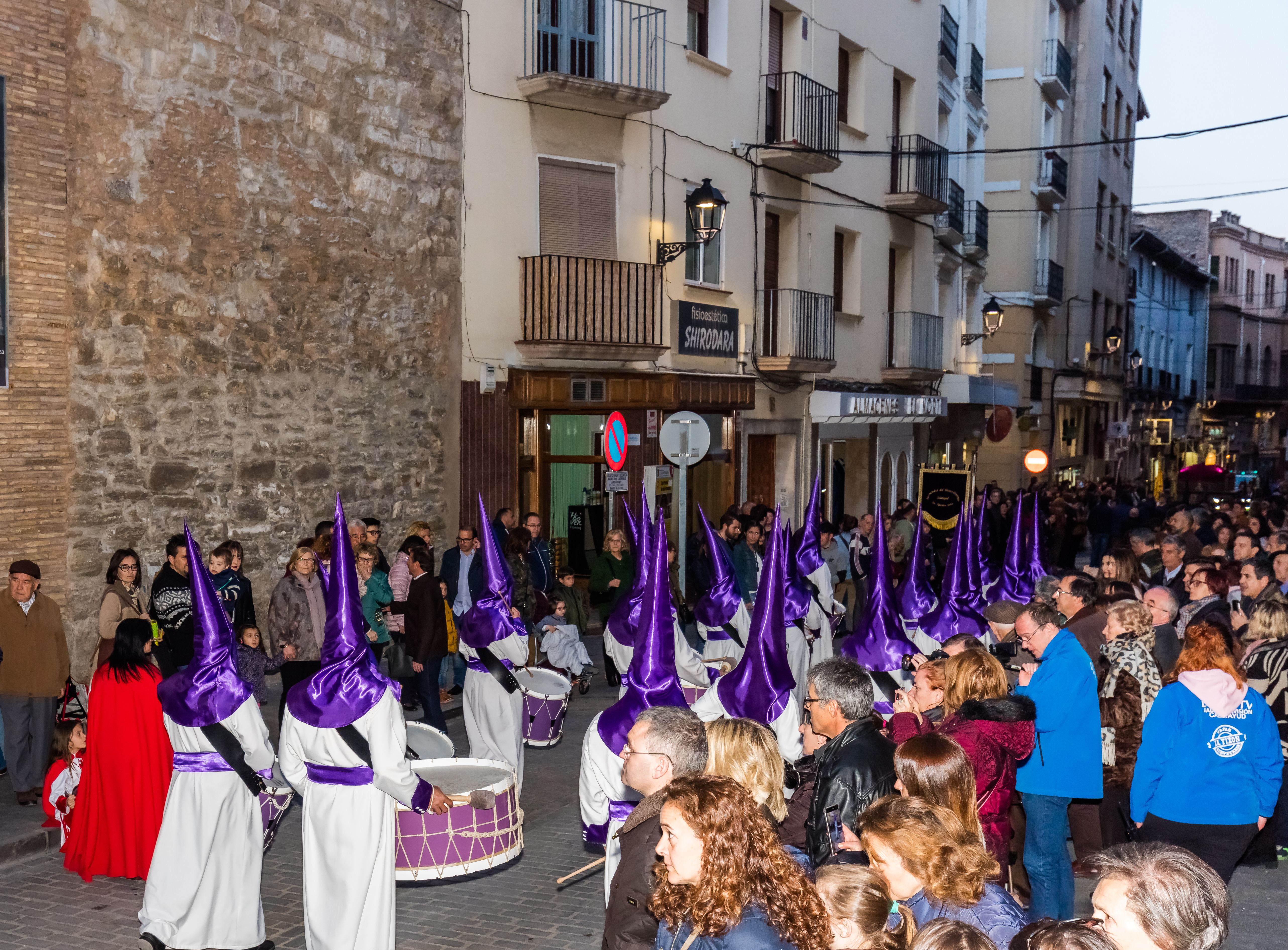
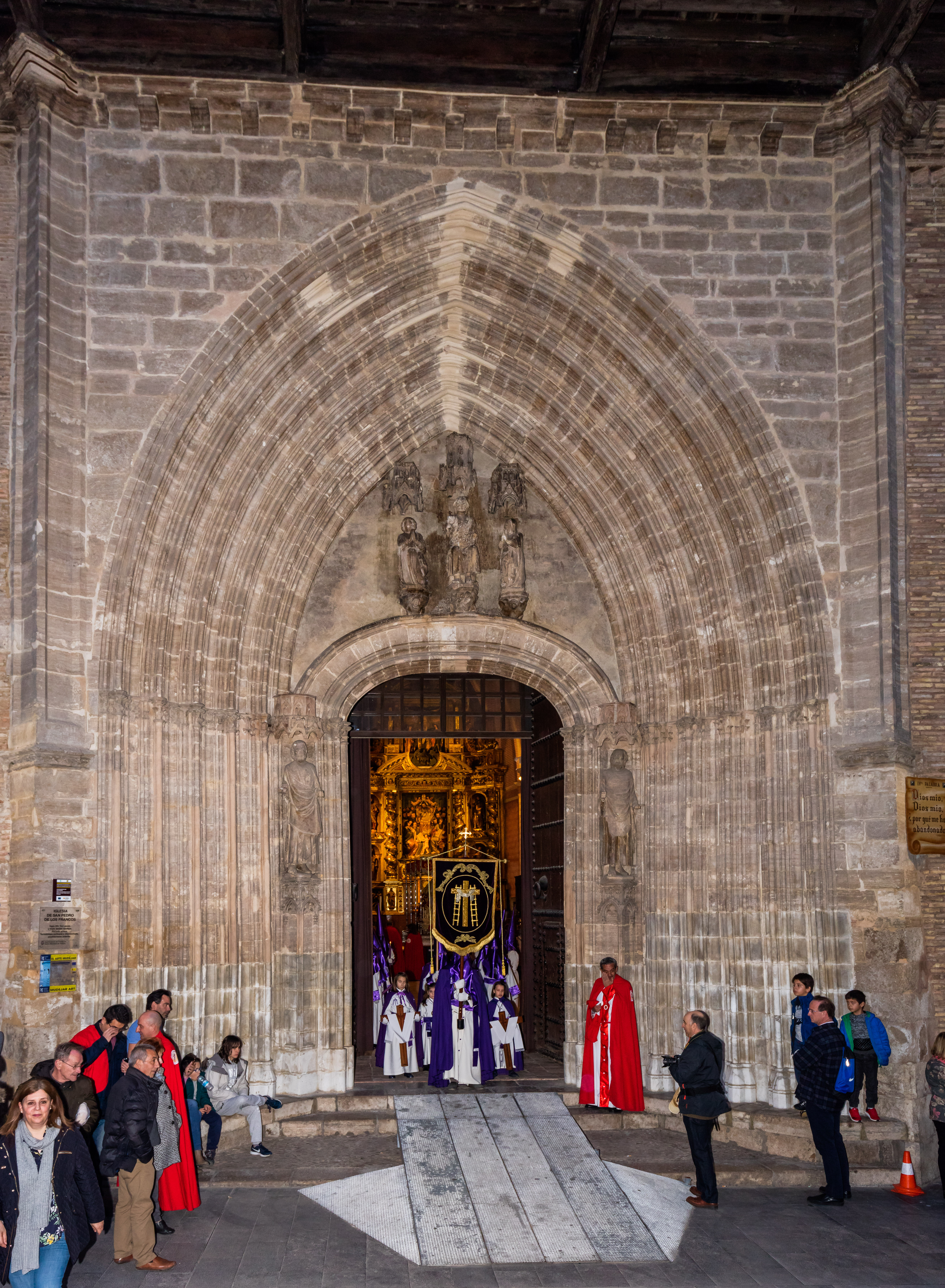
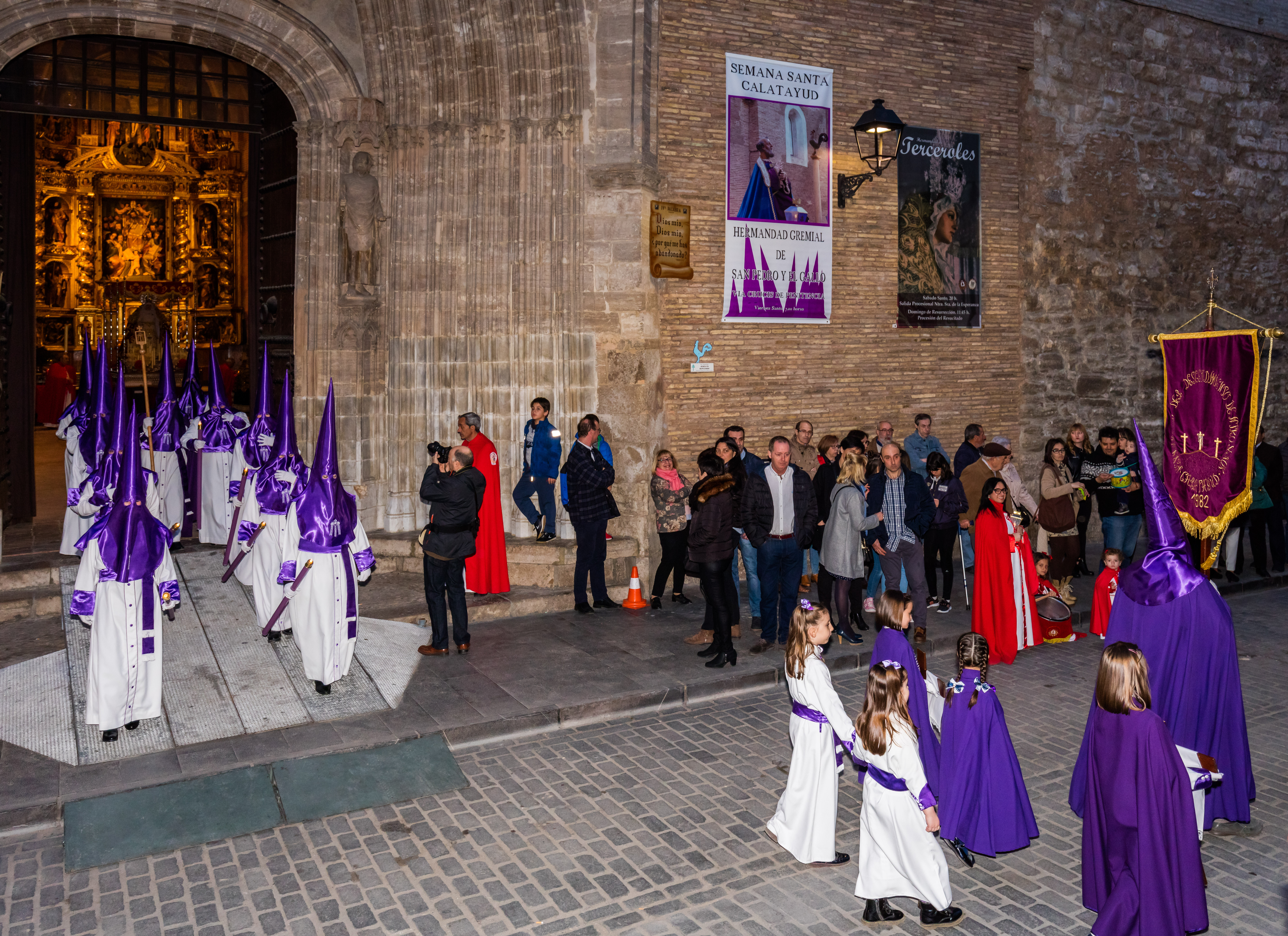
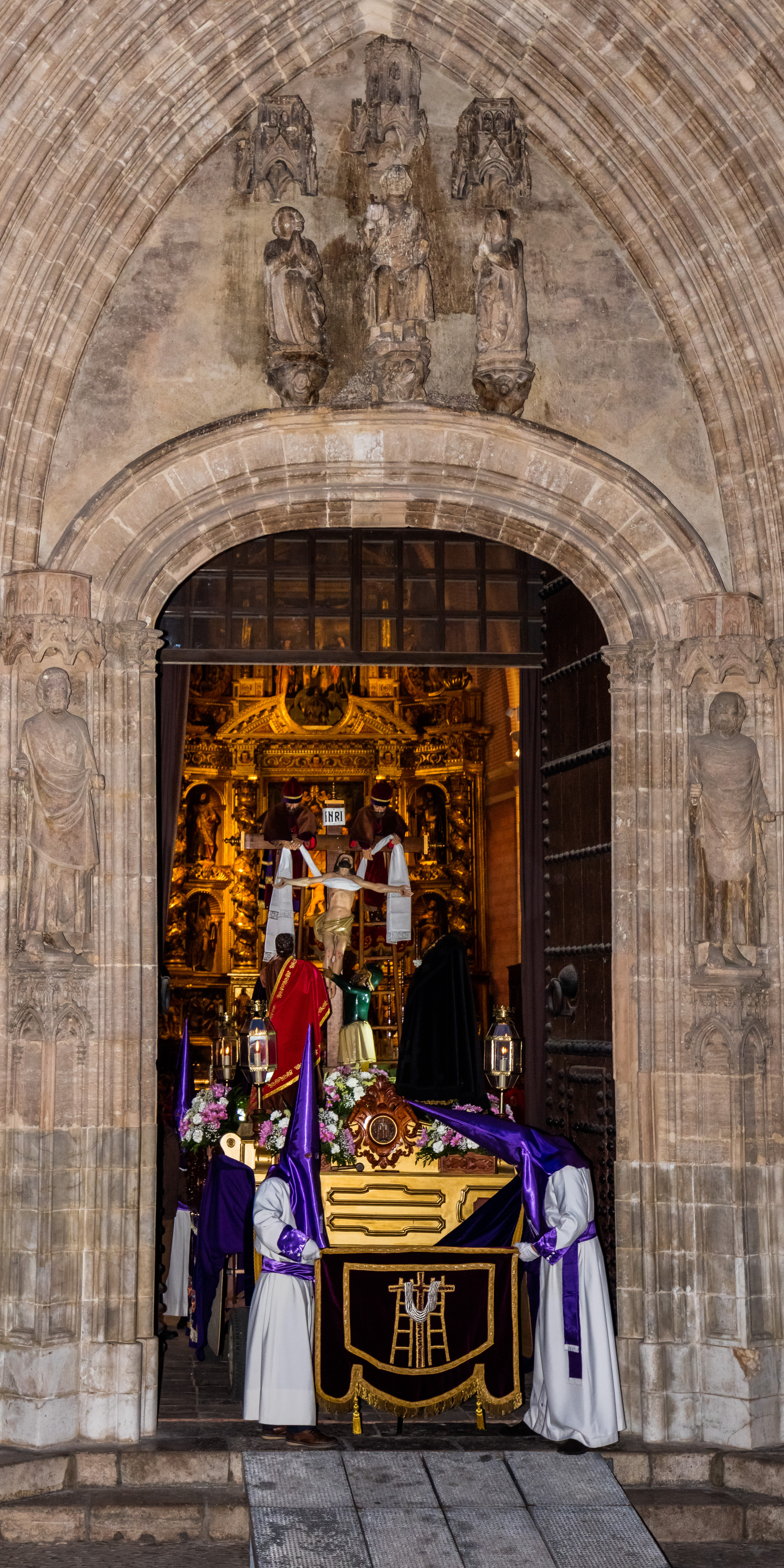
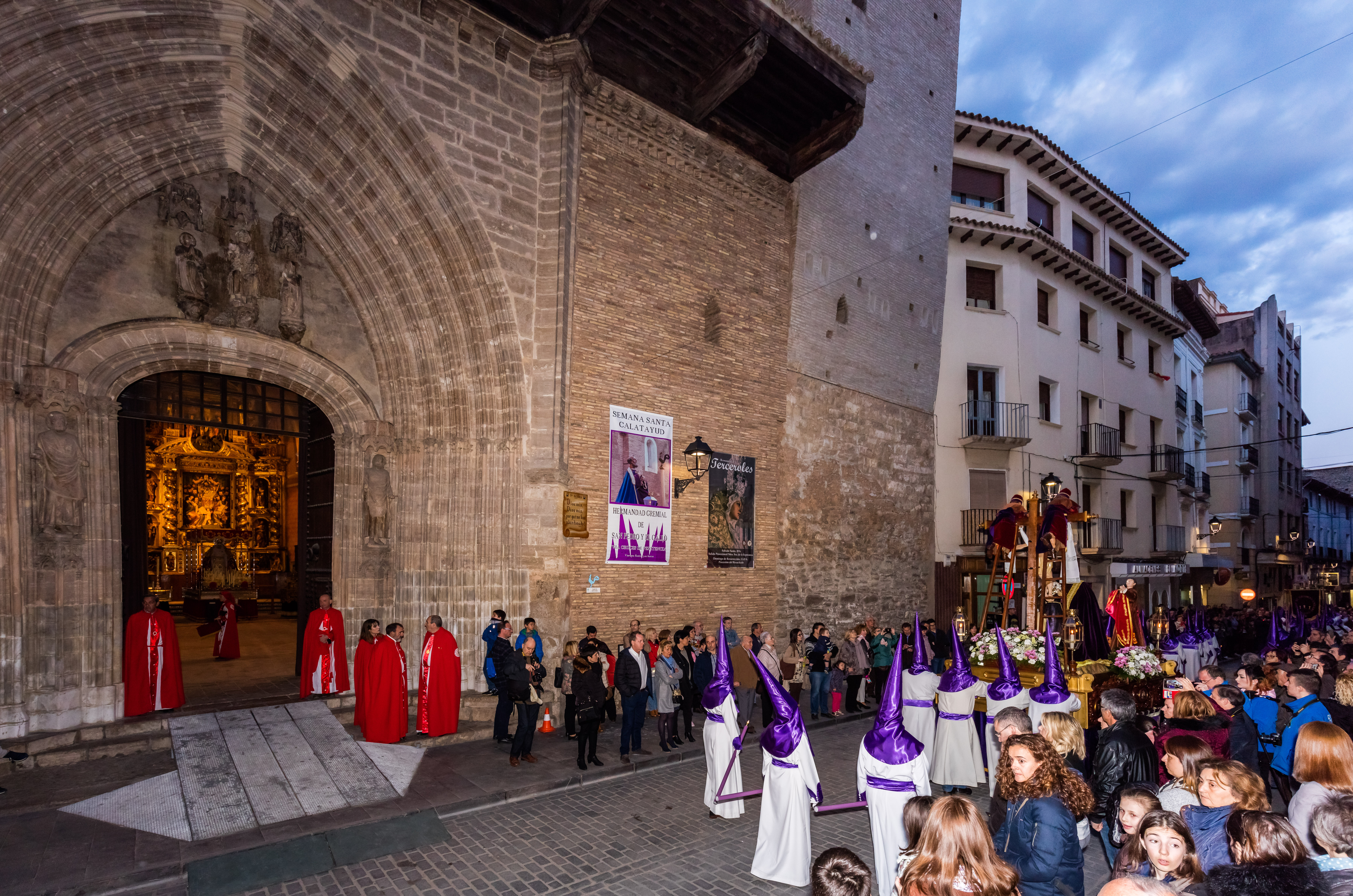

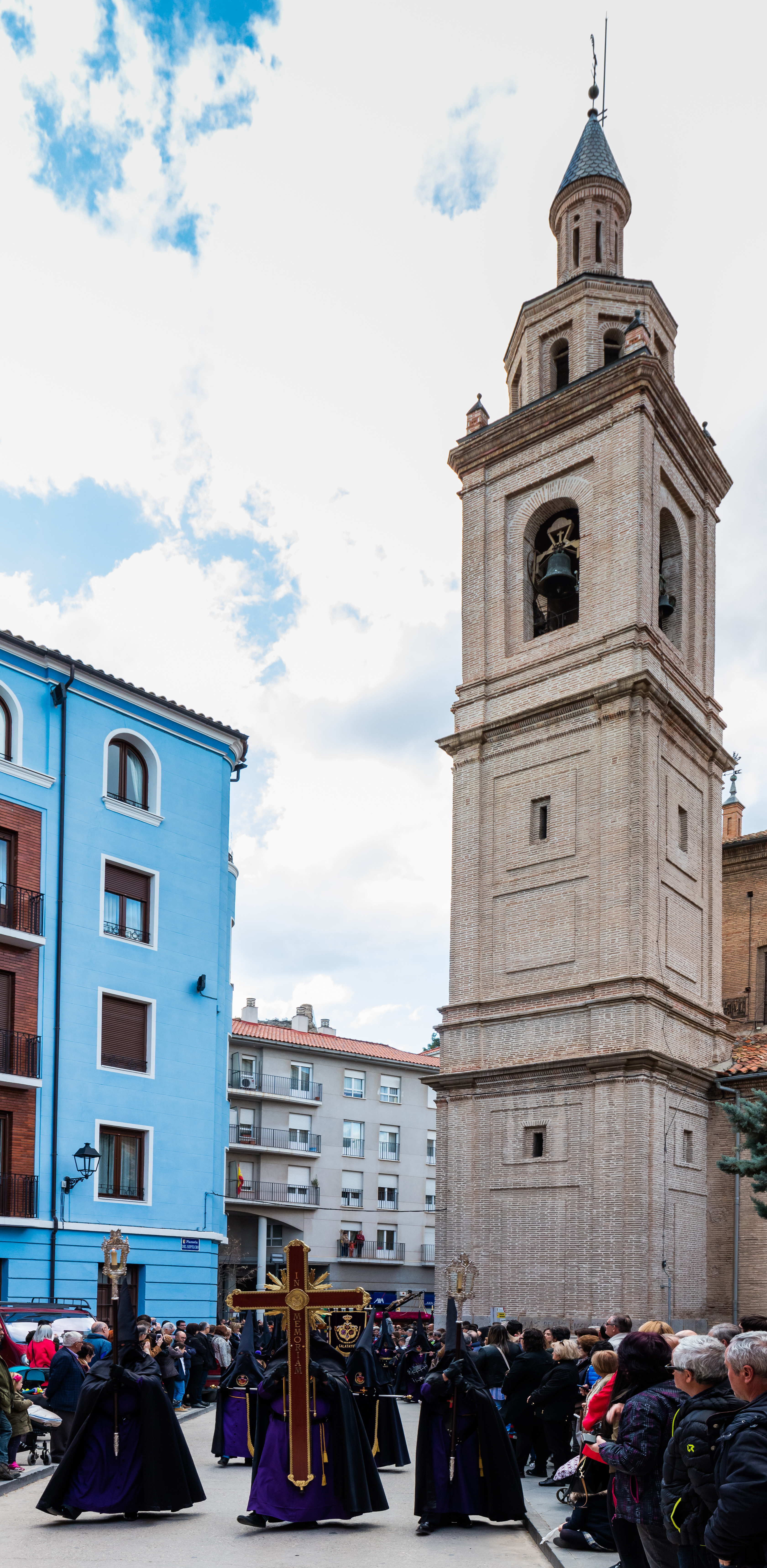
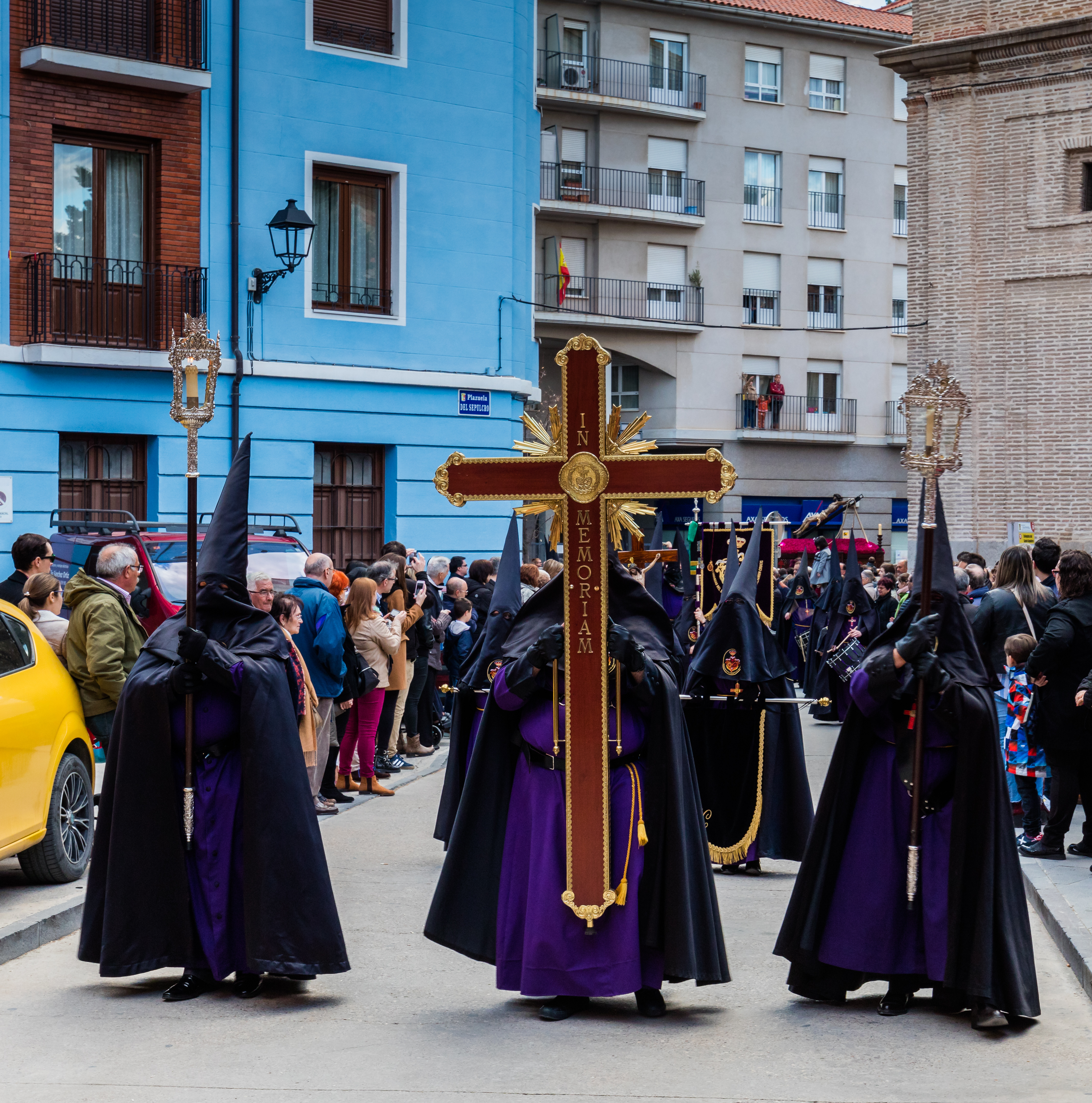
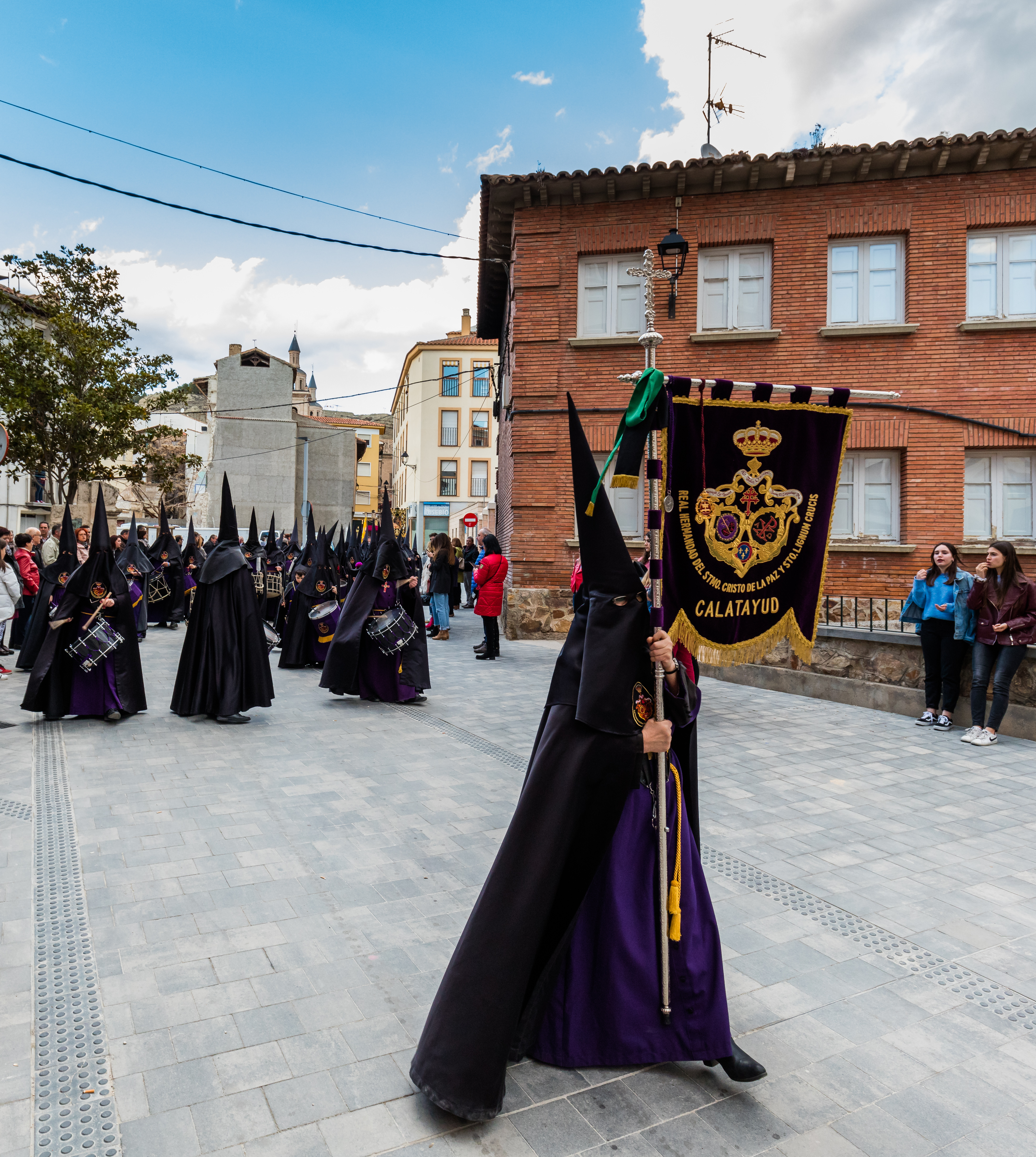
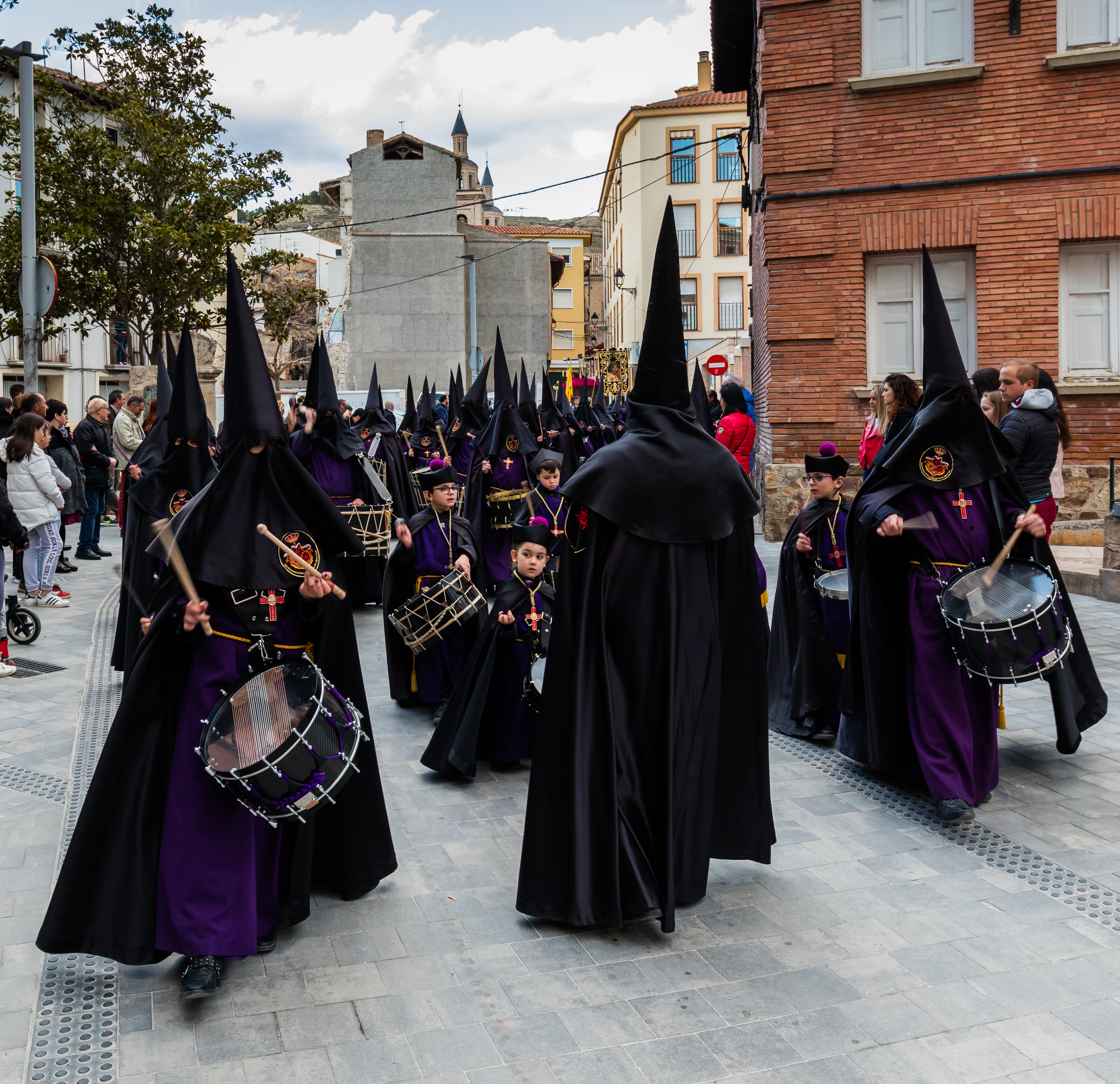
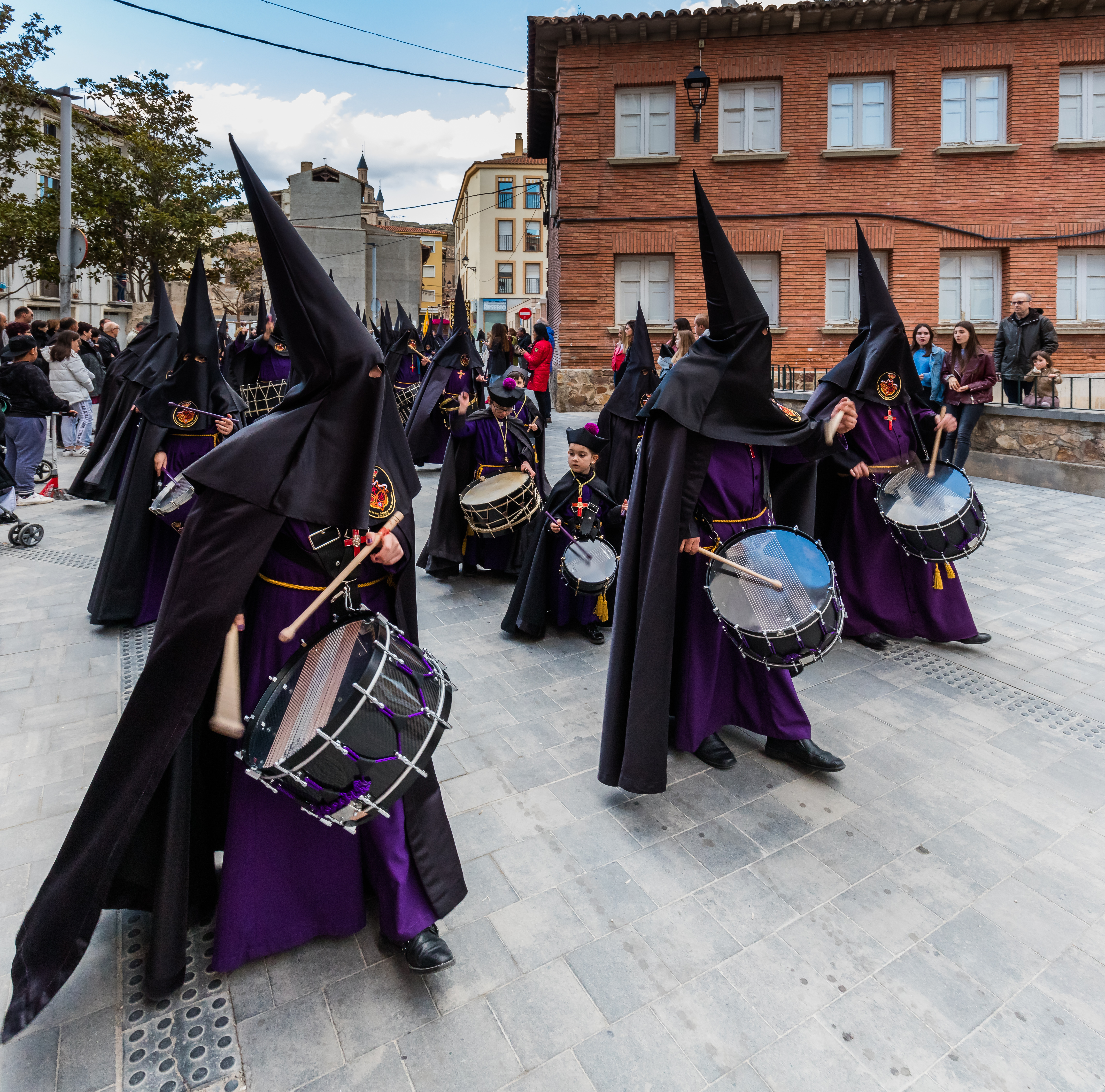
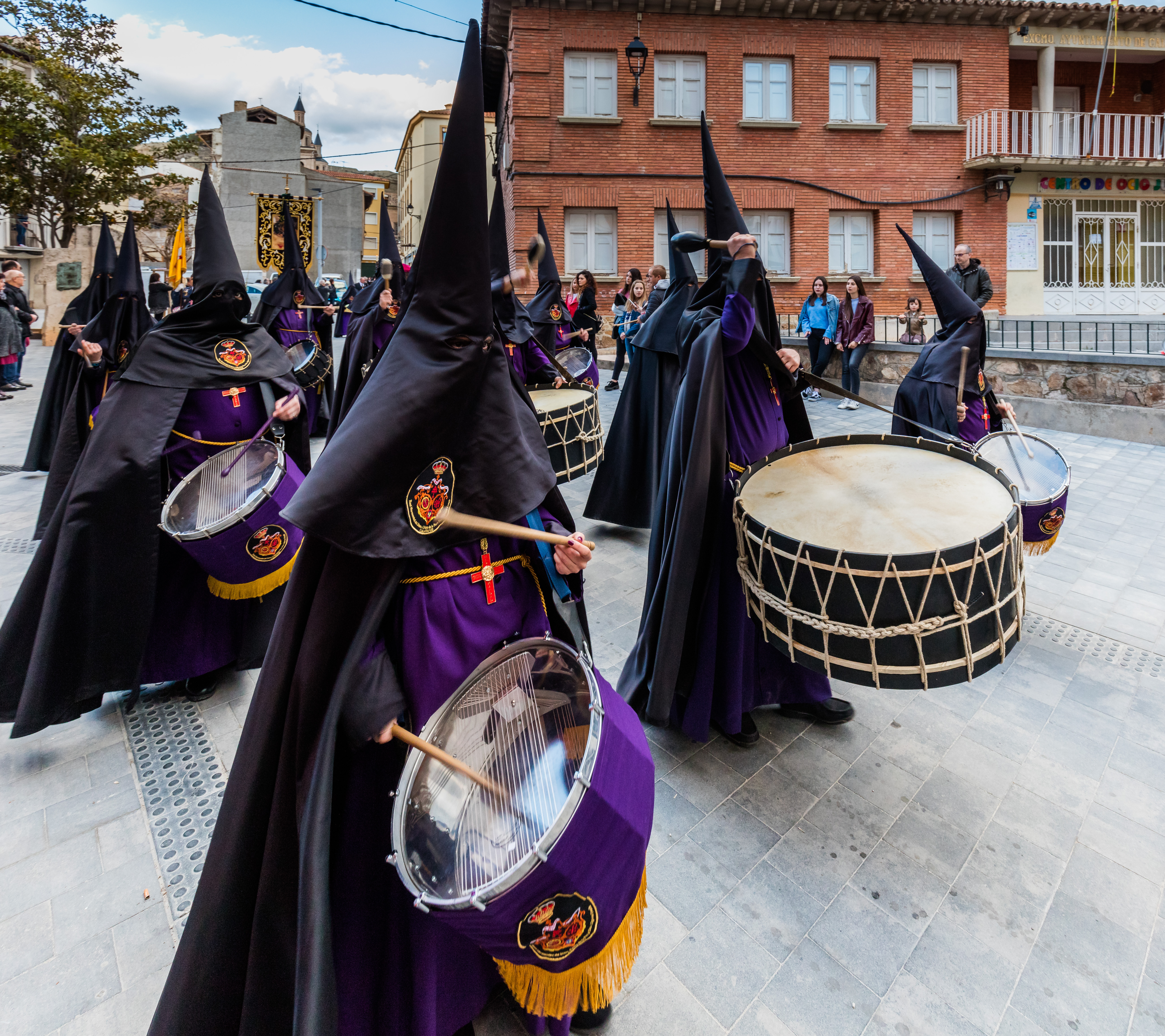
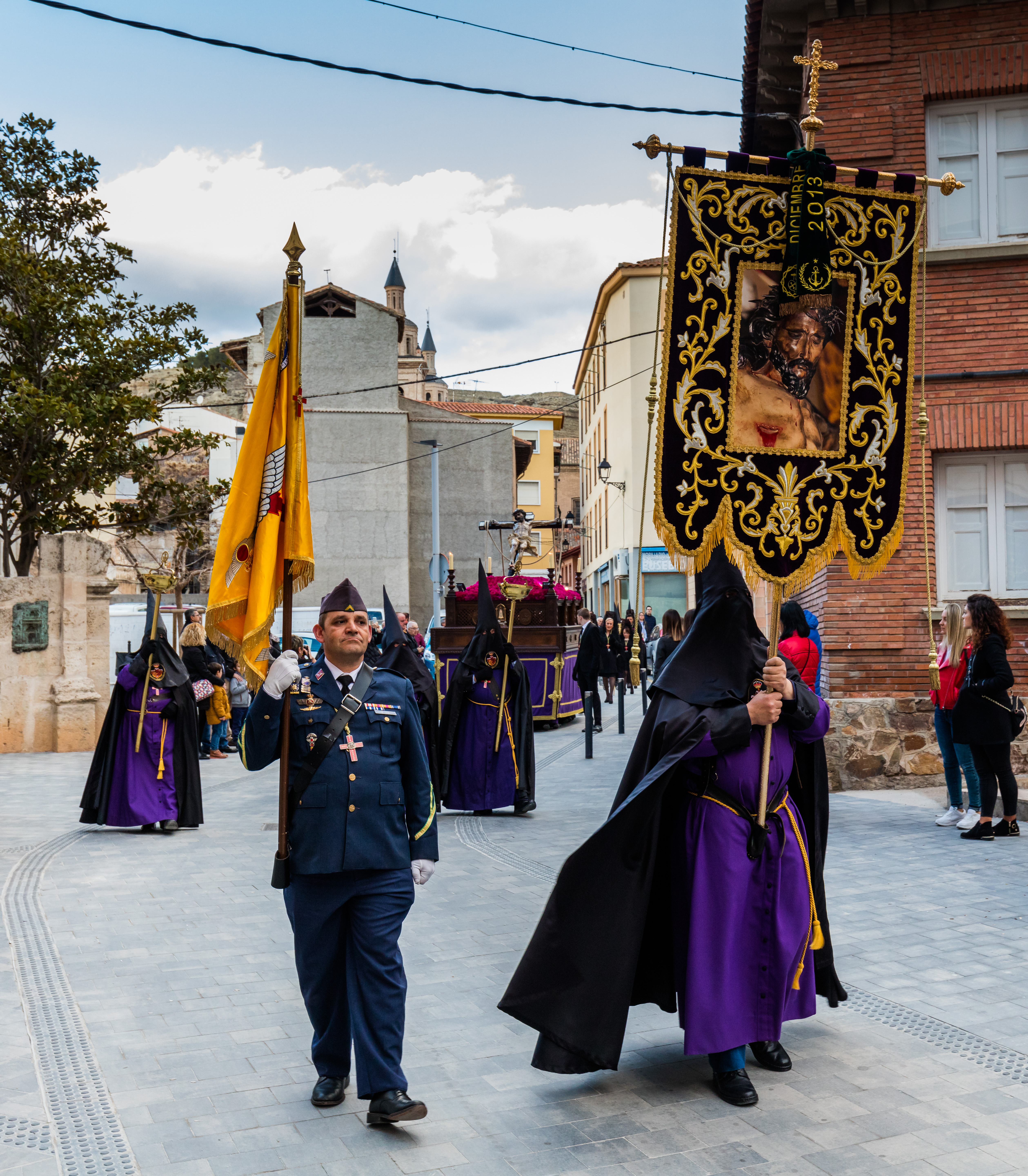
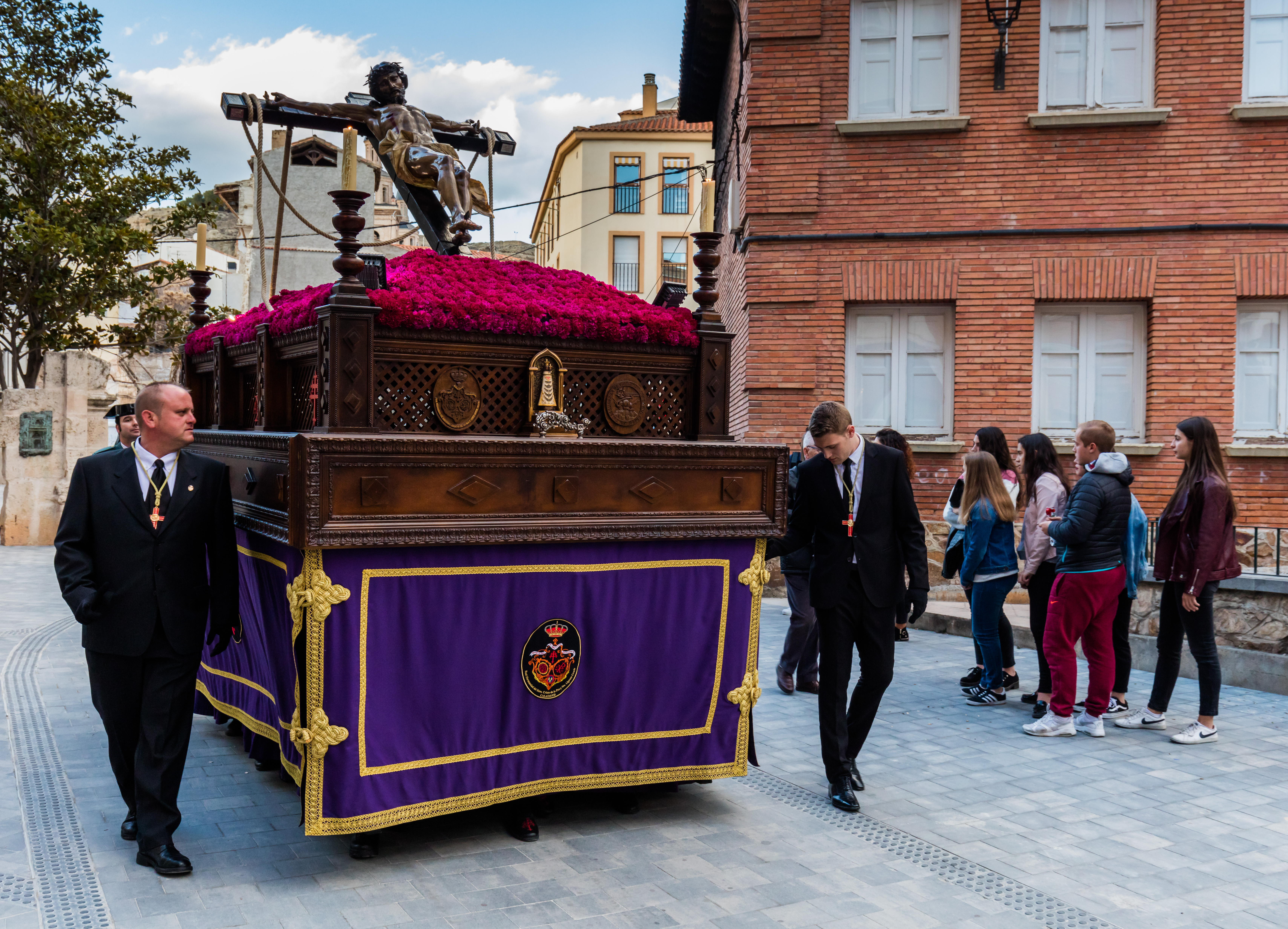
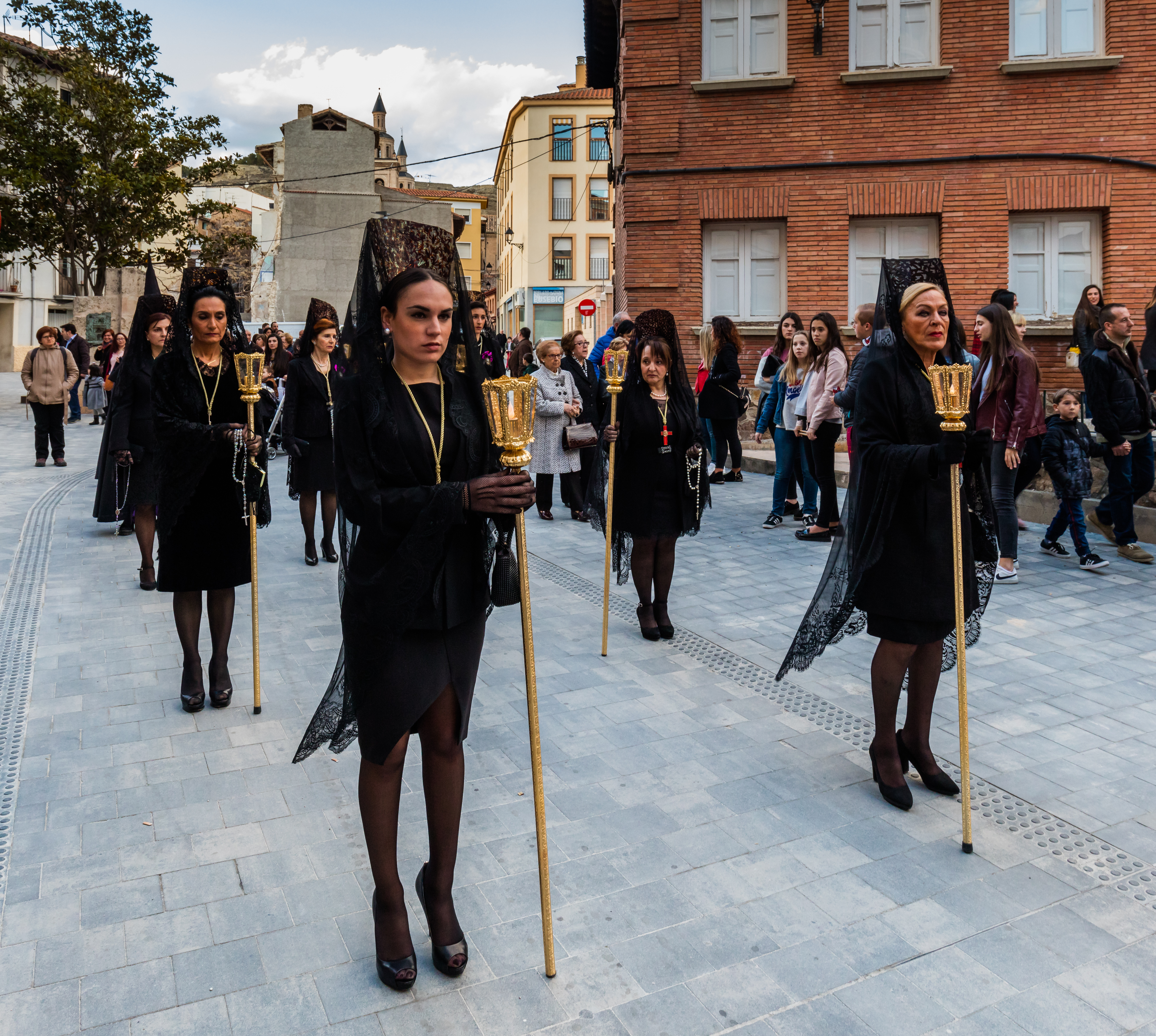

Procesión de Nuestra Señora de La Piedad, Jueves Santo
Procesión de la Coronación de Espinas y La Verónica, Jueves Santo
Procesión del Amor Fraterno, Jueves Santo
Procesión del Descendimiento de Nuestro Señor, Jueves Santo
Procesión del Santísimo Cristo de la Paz, Jueves Santo